# Carios batuensis
Carios batuensis är en fästingart som beskrevs av Hirst 1929. Carios batuensis ingår i släktet Carios och familjen mjuka fästingar. Inga underarter finns listade.